# メガゾーン23
『メガゾーン23』（メガゾーンツースリー、MEGAZONE 23）は、1985年3月9日に発売された日本のOVA作品。製作は株式会社あいどる（小野寺脩一）ビクター音楽産業（以下、ビクター音産）。アニメ制作はアートランド・アートミック。略称は「MZ23」。
本項ではAICが制作に加わった続編『メガゾーン23 PART II 秘密く・だ・さ・い』、『MEGAZONE23 III』についても併せて解説する。
以降、特筆しない場合は第1作に関する記述のみとする。また、本項では便宜上第1作を『PART I』、第3作を『PART III』と表記する（本来は「III」のみでPARTは付かない）。

## 概要
アートミックが企画した1983年のテレビアニメ『機甲創世記モスピーダ』の後番組の企画「バニティシティ・ガリヤード」が原型。ビックウエストのテレビアニメ『超時空要塞マクロス』のスタッフだった石黒昇、美樹本晴彦、平野俊弘、板野一郎などが再び結集して制作に当たることがセールスポイントにされた。このこともあり、メカと美少女・アイドル歌手（声優も現実の新人アイドル歌手）・巨大宇宙船内の都市と、『マクロス』と共通するモチーフが意識的に本編に用いられた。ただし、ストーリー的にはコアなアニメファンを対象としたOVAということもあり、歌が世界を平和にした『マクロス』とは対照的に、歌が軍事的プロパガンダに使用されている。
『PART I』は公称約2万6千本のセールスというヒットを記録し、東京・歌舞伎町の名画座ミラノ等で単館の劇場公開もなされた。また、オリコンの調査によると本作のセルビデオの初週売上はアニメで過去最高となる7,590本で、第1位を獲得。1985年7月時点で累計26,618本になり、OVAでも過去最高の売上になる（いずれも当時）。本作や『幻夢戦記レダ』の商業的成功により、メカと美少女という一大潮流が当時のOVA業界内外を賑わすことになった（当時の販売形態やOVAを取り巻く状況などの情報については、#トピックスを参照）。
この人気を受け、翌年の1986年にはAICが制作に加わった続編『PART II』がリリース。1989年には『PART I』『PART II』の数百年後を舞台にした『PART III』が制作された（『PART III』ではアートランドは制作に関与していない）。『PART III』は、『PART I』や『PART II』と時代設定や登場人物が異なるため、タイトル表記が異なる。同様の理由から『PART III』ではなく『III』と表記されている。
本作では各作品ごとにキャラクターデザインが替わっており、その都度全体の画風が大きく異なるのも特徴的である。なお、本作のシンボルとなるキャラクター・時祭イヴは一貫して美樹本晴彦が担当している（ただし、美樹本が作画に関わっているのは『PART I』のみ。『PART II』では門上洋子がイヴ作画監督を担当。『PART III』の設定画は北爪宏幸によってクリンナップされている）。
- 『PART I』を担当した平野俊弘は、当時のアニメで主流だった少しデフォルメされたタッチで各キャラクターをデザイン。
- 『PART II』は梅津泰臣が担当し、独特の劇画タッチでデザインされたキャラクターは『PART I』から大きくイメージを変え、賛否分かれる反応を得たが[要出典]、結果的に梅津の知名度は一気に上がった。
- 『PART III』ではさらに北爪宏幸へ変更。シャープな画風は『PART II』のイメージを継承している。

なお、『PART III』後編にメカニック作画監督として参加した大張正己が2020年に自身のTwitterにて明かしたところによれば、OVA『DETONATORオーガン』の発表後に大張を監督として『PART III』の続編企画が動いていたが、同時期制作の監督映画『餓狼伝説 -THE MOTION PICTURE-』との掛け持ちはするべきではないとのポリシーから、実現しなかったという。また、TROYCA取締役のあおきえいは、AIC所属当時に『PART I』のリメイク企画が何度も出ては消えていったことや、「あのラストシーンを再現したい」との思いから監督として手を挙げたこともあったとの旨を、2022年に一迅社のウェブメディア「Febri」にて明かしている。

## シリーズ作品
- メガゾーン23（1985年）
- メガゾーン23 PART II 秘密く・だ・さ・い（1986年）
- MEGAZONE23 III イヴの目覚め（前編）/ 解放の日（後編）（1989年）

## 世界観
遥かな未来、地球環境は大規模な戦争により破壊された。当時の地球連邦（国際連合から改称）は、地球保護法をベースにA.D.A.M.管理を設定し、地球管理システムを稼動させた。人類は新たな居住地を求めて複数の巨大都市宇宙船を建造し、その中で暮らすようになった。人類の活性化を図るために生き残った、これらの巨大都市宇宙船は500年の間、地球を離れることとなった。
このうちの一つであるメガゾーン23、通称・MZ23（エムゼットツースリー）は、巨大コンピュータ・バハムートによって制御され、内部には過去で一番平和な時代だった1980年代の東京が再現されていた。そこで暮らす人々はバハムートに情報操作され、20世紀の幻影の中で生活していた。
そして地球帰還を目前に控えた時代。MZ23は同様の目的で建造された巨大都市宇宙船・デザルグからの攻撃を受けていた。MZ23の自治軍がバハムートの監視を逃れて地下に前線基地を建設し、住民たちには極秘でデザルグに抗戦し続けていた中、MZ23の若き軍人・B.D.（ビー・ディー）は、軍関連企業から盗み出された、人型機動兵器（マニューバスレイブ）に変形可能な軍用バイク・ガーランドの行方を追い、7Gのオペレーターとなる青年・矢作省吾と邂逅する。
このバハムートの端末であるガーランドには、B.D.すら知らない秘密が隠されていた。それは、バハムートが生み出した虚像のアイドル・時祭イヴが7Gのオペレーターと問答し、その回答次第で人類の地球帰還の正否を決定するものだった。
イヴは7Gのオペレーターを探し出し、そして彼に「質問」を行う日を待ち続けていた。

## ストーリー

### PART I
1980年代の東京にて、人々はその「一番良い時代」を謳歌していた。その1人である矢作省吾が街中をバイクで駆け抜け、初めて出会った美少女・高中由唯の存在に一喜一憂し、若さゆえのあり余る力で拳を天に向かって突き上げる日常を過ごしていたある日、友人の中川真二に地下駐車場へ呼び出された省吾は、真二に巨大な試作バイクを見せられる。省吾が跨ったそれには、今までに見たこともないバハムートのロゴがあった。そこにシークレットサービスを装った謎の男性たちが現れ、彼らによる銃撃で真二は殺害されてしまう。驚愕した省吾は咄嗟に試作バイクを駆り、その場から逃走する。
省吾はマスコミを使って世間に試作バイクを公表しようと、人気絶頂のアイドル・時祭イヴのテレビ番組にテレビ電話で出演するが、「バハムート」の名を出した途端に放送は中断し、テレビ局の情報操作によって公表は失敗する。そうとは知らないまま試作バイクを駆る省吾は、軍の特捜隊に追跡されて高速道路に追い込まれ、人型機動兵器・ハーガンに捕獲されそうになるが、試作バイクも人型に変形したことから抗戦し、窮地を免れる。その後、由唯の友人にして映画監督志望の村下智美は、試作バイクを使って自主映画を撮ると言い出す。省吾と智美はタンデム状態でロケ地を探すが、白バイに追跡された末にまったく知らない地下の広大な廃墟の街へ迷い込んでしまう。そこでは、中央にそびえ立つ巨大コンピュータ・バハムートが上空に広がる廃墟の街と繋がっていた。このまま2人で行くのは危険と感じた省吾は、智美を帰らせて単独でさらに調査を進めるが、軍のパトロール隊に発見されて交戦し、ついには人型同士で組み合った相手のハーガンと共に隔壁の損傷部から宇宙へ飛び出してしまう。彼方へ流されそうなハーガンの射出したワイヤーを省吾は試作バイクの腕で掴み、「話したいことがある」という相手をハーガンごと助けて隔壁内へ引き返す。
廃墟の街へ戻った省吾の前でハーガンから降り立った若き将校・B.D.は、自分たちの街がバハムートに支配された宇宙船の内部にあり、実際の時代も1980年代ではなく5世紀以上が経過していること、そして宇宙から接近する敵・デザルグの脅威が迫っていることを語る。また、そのために軍はバハムートの支配のおよばない地下に前線基地を造り、軍備の増強と兵器開発を進め、バハムートを解析して制御下に置く目前で試作バイクことガーランドを極秘に開発したが、盗み出されて表に出てしまったとも明かす。信じられない現実と、人々に気付かれずに戦争準備を進めるB.D.に反感を覚えた省吾は、苛立ちながらその場を後にする。
やがて、バハムートの端末でもあるガーランドを駆る省吾は、「7Gのオペレーター」と呼びかけるイヴにより、かつて地球で起きた出来事と、デザルグの正体が省吾たちと同じく地球人であることを知る。省吾は悩み続けた末に由唯と一夜を共にし、この街の真実を彼女に明かす。一方、B.D.はバハムートを掌握してクーデターで軍の高官を粛清し、国会議事堂と首相官邸を占拠して実権を握ると、デザルグの脅威を「某国の侵略」と称して公表する。それに伴い、街はイヴさえも軍の広告塔と化すほど戦時色に染まっていく。
省吾が由唯とのささやかな幸せに救いを見出そうとしていた矢先、軍はさらなる機密漏洩を阻止するため、バハムートの存在を知るもう1人の民間人である智美を暗殺し、バハムートが写ったフィルムを処分する。怒りが頂点に達した省吾はガーランドでバハムートへ突撃し、B.D.はハーガンで立ち塞がってガーランドを冷酷に叩きのめす。先日の助けられた借りを返すとしてとどめは刺されずB.D.に見逃された省吾は、満身創痍の姿でガーランドから這い出ると、朝焼けの渋谷の街をどこかへ去って行くのだった。

### PART II
B.D.に敗れ去り、友人のライトニング率いる暴走族「TRASH（トラッシュ）」に身を寄せていた省吾は、智美の殺害犯として軍に仕立て上げられた指名手配中、半年ぶりに由唯と再会する。その頃、街には戦意高揚の垂れ幕が掲げられ、軍の広告塔と成り果てたイヴを通して人々を戦争に駆り立てるメッセージが連日流されていた。しかし、バハムートは完全には軍の管理下に落ちてはおらず、軍がイヴの亡霊と呼ぶかつてのイヴが現れ、7Gのオペレーターである省吾に自分へのコンタクトを呼びかけ続けていた。省吾は自分を待ち続けた由唯のわだかまりを心身で解いて想いを伝えると、本来のイヴに会うため、そして彼女が何を自分に伝えようとしているのかを知るため、TRASHの助けを借りる。
その頃、デザルグはMZ23の一部がB.D.に背いて試みた平和的接触を拒絶し、さらなる本格的な侵攻を開始していた。迎撃に出た最新鋭艦エアグレーンFX-101とその護衛部隊も、デザルグの圧倒的な戦力の前にはなす術もなく壊滅してしまう。その脅威を目の当たりにしてB.D.が平静を装う中、軍の手でプロトガーランドとして修復されたガーランドを入手した省吾は、軍の追跡をかわしながらTRASHと共にバハムートへ向かう。物量で勝る軍の攻撃にTRASHは1人、また1人と倒れていき、ついにはガーランドも大破してしまうが、省吾は軍の追撃で負傷した由唯と共に、バハムートの未知セクションにあるイヴのもとへ辿り着く。
イヴの言葉に省吾が、省吾の言葉にイヴが揺り動かされる。イヴの質問に対して自分が今したいこと、そして「大人は汚い人々だ」という気持ちを明かす省吾に対してイヴは「あなたが憧れた大人になればいい」と告げる。しかし、月の防衛システム「A.D.A.M.」の作動開始に伴い、ついにイヴの真実が明かされる。500年前、人類は自らの手で地球を死滅に追いやり、そこで国際連合が地球保護法をベースとした「A.D.A.M.」による管理のもと、生き残りの人々は500年間地球から去ったうえで地球へ帰還する時を迎え、イヴも500年前と同じ過ちを繰り返さない人々だけを地球に送り届けるためのプログラムだったのだ。だが、「A.D.A.M.」はイヴの送ったデータを良しとせず、月面からの放電攻撃でデザルグやMZ23を破壊し始める。傷の具合が思わしくない由唯をイヴに預けた省吾はTRASHと合流するが、そこへB.D.が再び現れる。省吾は怒りに任せて飛びかかるが、B.D.に軽くあしらわれた末に「殴るだけ損だ」と負け惜しみを言うしかなかった。イヴが「ファイナル・プロテクション・モード」を発動させ、MZ23の最期を悟ったB.D.は省吾ら新しい世代に後を託し、「A.D.A.M.」との闘いへ飛び立つ。
イヴの最後の歌声が響き渡る中、「A.D.A.M.」による放電攻撃はデザルグを消滅させたうえでMZ23にもおよび、人々も建物もすべてを巻き込みながら1980年代の東京は崩壊する。しかし、MZ23が消滅する前にイヴは省吾たちのいるバハムートの一部を切り離し、彼らを脱出させる。やがて、地球へ降り立った省吾たちの目前には、再生した地球の大地が広がっていた。

### PART III
省吾たちの地球帰還から数百年後。人々はシティネットワークが張り巡らされ、コンピュータ「SYSTEM」に全管理を委ねた街「エデンシティ」で暮らしていた。それは、恒久の平和を目指す一方で必要とあらば肉体と機械の直結も辞さないほどの徹底ぶりであり、かつての人類の過ちを繰り返さないために取られた完全なる手段にして支配だった。しかし、それを嫌ったレジスタンスによる反攻作戦が開始される。エデンシティを統治する情報監督局「E=X」と、それに敵対する民間ゲーム会社「オレンジ社」によるその戦乱に、天才的なハッキング能力を持つゲーマーの青年・エイジ・タカナカもいつしか巻き込まれていく。
やがてSYSTEMは、地球環境の維持のためには人類を宇宙に排除する必要があると判断し、「プロジェクト・ヘブン」 (PROJECT HEAVEN) を発動するが、エデンシティ外周部での反発重力推進システムの稼動中にシティネットワーク中枢が爆破され、プロジェクト・ヘブンは頓挫する。そして、エデンシティの支配者であるウォン・ダイの正体が、あの省吾だったことが明らかとなる。省吾たちが地球へ帰還した際、彼を7Gのオペレーターと認めなかったSYSTEMは、クリエイターの生き残りであるオリジナル・イヴと省吾の接触を恐れ、彼をSYSTEMへ強制的に接続してその操り人形であるウォンへ作り変えていたのだ。
省吾はSYSTEMによる支配から解放された直後、新たな7Gのオペレーターとして選ばれたエイジに後を託して死んでしまう。それを知ったイヴは上昇を続けるSYSTEM中枢部に残り、エデンシティの人々を救うためにプログラム変更を行うのだった。

## 登場人物

### PART Iの登場人物
矢作 省吾（やはぎ しょうご）
声 - 久保田雅人
『PART I』『PART II』の主人公。18歳・B型。バイクと女の子が好きな青年で、青山通りのマクドナルドでアルバイトをしていた。軍の重要機密であるガーランドを手にしたことで自分たちの住む街の真実を知ってしまい、虚構の世界を壊すべく立ち向かう。
原企画「ガリヤード」では「矢作竜三」と言う名前だった。
高中 由唯（たかなか ゆい）
声 - 川村万梨阿
17歳・A型。ダンサーの卵でブロードウェイの舞台に立つことを夢見て村下智美や夢叶舞と共にロフトで暮らしながら、六本木のハードロックカフェでアルバイトをしている天涯孤独の少女。原宿ピアザビルへ向かう途中、渋谷でバイクを駆っていた省吾と遭遇し、送ってもらったことをきっかけに知り合う。主役を得るためなら枕営業も辞さない覚悟でいたが、ラブホテルでプロデューサーに性行為を強要されかけたところ、ガーランドで駆けつけた省吾に助けられたことをきっかけに彼と惹かれ合い、やがて肉体関係を結んで恋人同士となる。しかし、智美と死別した後は省吾や舞と離れ離れになってしまう。
- その後、省吾との再会は『PART II』で描かれることとなるが、それとはパラレルワールドに当たるPlayStation 3用ゲーム『青いガーランド』では、その前日譚に当たるラジオドラマ『ザ・エクステンド・ストーリー』で戻ってきた彼と再会しており、この時期にヒロトを妊娠していたことが示唆されている。

原企画「ガリヤード」では「伊野リセ」と言う名前だった。
B.D.（ビー・ディー）
声 - 塩沢兼人
自治軍の治安部隊に所属する軍人。30歳・A型。階級は少佐。デザルグに対抗するため、バハムートの制圧と戦時体制の強化を画策する。盗み出されたガーランドを奪還するため、自らハーガンを駆って省吾と対決する。バハムートを掌握すると同時にクーデターを決起し、軍の上層部を粛清して実権を握る。MZ23を守るという大義名分のためなら、一般市民を殺害することもいとわない。なお、B.D.はバハムートの解析作業に携わる者のコードネームで、本名は不詳。
時祭 イヴ（ときまつり イヴ）
声 - 宮里久美
人気絶頂の女性アイドル。15歳・AB型。誰もが憧れる存在だったが、正体は巨大コンピュータ・バハムートの7番目（レベル7）のプログラムで、バハムートが作り出したCGに過ぎず、軍部とテレビ局関係者の一部を除き、その事実は隠蔽されている。また、イヴにはB.D.すら知らない、MZ23の命運を左右する重要な役割があった。
村下 智美（むらした ともみ）
声 - 冨永みーな
由唯や舞と同居する映画監督志望の少女。17歳・O型。自主映画のロケハン中、省吾と共に地下に拡がる廃墟の街を発見する。最高のスクープとして映像の編集作業に没頭していたが、それが原因でB.D.の部下に暗殺される。
原企画「ガリヤード」では「谷地あずみ」と言う名前だった。
夢叶 舞（ゆめかのう まい）
声 - 荘真由美
由唯や智美と同居する歌手志望の少女。17歳・B型。財界の重鎮・夢叶影弦の愛娘だが、自分の力を試すために家出中。イヴの大ファンで、将来は彼女のような歌手になるのが夢。やがて、イヴのバックコーラスにスカウトされるが、クーデターの勃発と智美の死により、夢を断念して実家へ戻ることとなる。
原企画「ガリヤード」では「加納ミミ」と言う名前だった。
ココ
声 - 高木均
省吾たちの行き付けのバイク修理屋「ココナッツ」でオーナーを務めている、薄毛の中年男性。45歳・O型。省吾の良き理解者でもあり、彼の持ち込んだガーランドを赤く塗り直す。
モーリー
声 - 三ツ矢雄二
省吾のバイク仲間。本名・森浩樹（もり ひろき）。18歳・AB型。ロフトの住人で映画のスタントマンのアルバイトをしている。軽薄な男で、特別国家公務員の肩書きが格好いいという理由から陸軍省の志願兵に応募する。
チョンボ
声 - 鳥海勝美
省吾のバイク仲間。本名・友田しげる（ともだ しげる）。19歳・O型。モーリーと共に軍へ志願する。
岡崎まさみ
声　- なし
省吾の友人で現役のアニメーター。まさみという名前であるが、れっきとした男性である。
本来なら本編に絡む筈だったが、尺と構成の都合上、省吾と智美の自主制作映画の撮影でのモブの登場となった。
原企画「ガリヤード」では「太平(苗字不明)」であった。
中川 真二（なかがわ しんじ）
声 - 山寺宏一
省吾の友人で、夢叶重工のテストライダー。軍の機密であるガーランドを会社の実験走行室から持ち出すが、省吾に渡した直後、軍のエージェントの銃撃を受けて死亡する。情報操作でその死は隠蔽され、アメリカで3か月間の研修とされている。
夢叶 影弦（ゆめかのう えいげん）
声 - 小林清志
夢叶舞の父親。軍需産業として知られる夢叶財閥の総帥で、財界のトップに君臨しており、B.D.のスポンサーでもある。智美を失って悲しみに暮れる舞を自宅へ呼び戻す。
- 原案・監督の石黒昇による小説版では「かげひろ」のルビがある。
- 原企画「ガリヤード」では「加納影弦」であった。

プロデューサー
声 - 曽我部和行
由唯に仕事の機会をちらつかせ、ラブホテルで身体を求めようとしたところ、省吾にガーランドで踏み込まれて彼女を奪われ、阻止される。
B.D.の愛人
声 - 岡本麻弥
B.D.と省吾との決戦直前、B.D.の自室ベッドで彼に抱かれていた金髪女性。
ナカオ
声 - 沢木郁也
B.D.の参謀を務める軍人。階級は中尉。

### PART IIの登場人物
矢作 省吾
声 - 矢尾一樹
軍によって智美の殺害容疑で指名手配されているため、地下に潜伏して暴走族TRASHに身を寄せていた。7Gのオペレーターにコンタクトを求めるイヴのメッセージを聞き、彼女に会うため、仲間たちと共にバハムートの未知セクションを目指す。
- 『PART I』から引き続き登場するキャラクターたちは、梅津泰臣の手でリアル指向のデザインに一新された。由唯とのベッドシーンは、劇場公開時に刺激的すぎるとクレームが付いたことから、ビデオ版ではそのほとんどがカットされたが、DVD版やBD版にはノーカットで収録されている。

高中 由唯
声 - 川村万梨阿
ライトニングを介して省吾と半年ぶりに再会する。音沙汰のなかった省吾に対して複雑な感情を抱くが、改めて正面から向き合うことで和解する。長かった髪もTRASHの女性陣に切ってもらい、ショートカットに整えたうえで省吾のもとを訪れ、改めて身も心も結ばれる。
- 予告編映像では黒髪であったが、最終的にデザイン的にも大人っぽく一新された。なお、梅津によれば、デザインモチーフは当時のアイドル・河合その子。

B.D.
声 - 塩沢兼人
階級は少佐だが、軍を掌握して実質的にMZ23の支配者と化している。日毎激しさを増すデザルグの攻撃に対抗すべく軍を率いる一方、陥落させたはずのバハムートとイヴを完全には手中に収めていなかったと知り、その鍵を握る7Gのオペレーター=省吾の捕縛を部下の白鳥に命じる。
常に沈着冷静でポーカーフェイスを保ち、凄惨な最期を遂げたFX-101の記録映像を目の当たりにしても顔色一つ変えない。
MZ23の崩壊が決定的になった際には、作戦遂行中の部下に市民の避難誘導を優先するよう発令した後、自身の生き方の落とし前をつけるべく省吾のもとへ向かう。再び相対した省吾に「私が正しいと信じて生きてきた時代は終わったようだ」と言い残し、ザーメ・ザウに乗り込むと数名の部下と共に崩壊寸前のMZ23から何処かへ飛び去っていった。
- 前作から登場した人物では最もデザインが変更されており、服装もファッショナブルに、顔はより美形になった。デザインモチーフは吉川晃司。

ライトニング
声 - 千葉繁
省吾の友人で、暴走族TRASHのリーダー。豪胆かつ気さくな性格で、メンバーからの信頼は厚い。ゲリラ的戦術を用い、軍部や警察に闘争を仕掛ける。イヴの大ファンでもあり、軍に利用されている彼女が以前のような普通の人気アイドルに戻ることを、誰よりも望んでいる。
- デザインモチーフは『ロッキー4/炎の友情』出演時のドルフ・ラングレン。

シンディ
声 - 小粥よう子
TRASHのメンバー。小柄で陽気な少女。本名はシンディ・アーパー。ライトニングに想いを寄せている。
- 名前の由来および容姿のイメージベースはシンディ・ローパー。

ダンプ
声 - 坂本千夏
TRASHのメンバー。容姿は女子プロレスラーダンプ松本そのもの。頼りになる姉御肌。口は悪いが面倒見のいい性格で、仲間内でも煙たがられがちなガラムのビリヤードに付き合ったり、シンディやレイナと共に由唯にバイクの乗り方を教えたりする。
- 製作当初の名前は「ダンプ」だったが、ダンプ松本側から苦情が来たため、「ダンピ」に変更された。最終的にはダンプのままで構わないと許諾を得られたが、エンドロールでは修正が間に合わず、「ダンピ」と表記されている。本編音声では「ダンプ」と呼ばれており、小学館より刊行されたフィルムコミックでも「ダンプ」表記となっている。

ガラム
声 - 井上和彦
TRASHのメンバー。皮肉屋で、斜に構えた性格ゆえに仲間内でも孤立しがちのため、ライトニングからは苦言を呈されている。ダンピとは悪口を言い合うもいいコンビ。ビールの中でもハイネケンが大好物。ニックネームは愛用の煙草「ガラム」から付けられた。
レイナ
声 - 榊原良子
TRASHのメンバー。恋多き女で、省吾にも好意を寄せている。兵士とのやり取りでは、気骨のあるところを見せつける。
- デザインモチーフはマドンナ。

ラッコ
声 - 西村智博
TRASHのメンバーでお調子者。ライトニング同様イヴの大ファンであり、彼女に会うためなら軍部も恐れない。
ガッツ
声 - 塩屋浩三
TRASHの「特攻隊長」。メンバー中最大の巨漢で力持ち。
ジェイス
声 - 二又一成
TRASHのメンバー。無線傍受や情報収集を担当。ガーランド奪回に尽力する。
白鳥 優一郎（しらとり ゆういちろう）
声 - 速水奨
B.D.に忠誠を誓う青年。階級は少尉。部下たちに省吾やTRASHのメンバーへの狂気的な追撃命令を下すも、しびれを切らして自らヴィルデ・ザウに搭乗して出撃する。直接指揮を執っている最中、デザルグの自動攻撃弾の襲撃に遭い、応戦の末に機体が半壊して満身創痍の状態になりながらも省吾とシンディの2人を追い詰めるが、事切れてコクピットで無惨な屍と化す。その後、両親に宛てた「遺書」だけが残される。
- 企画初期はデイビスという名称だったが、『PART II』制作時に起こされたMZ23とデザルグに関する設定が後のものとは違っていた（両者とも地球の末裔でMZは日本の、デザルグはそれ以外の国の国民を収容した都市宇宙船とされていた）関係で、日本人名に変更されている。デザインモチーフは渡哲也。

ナカオ
声 - 橋本晃一
B.D.の参謀を務める軍人。『PART II』での階級は不明。前作とは別人のような容姿。元はシステムエンジニアなのか、その方面にはかなり精通している。
提督
声 - 岡和男
MZ23の最新鋭艦であるエアグレーンFX-101を率いてデザルグと交戦した、白髪の老提督。しかし、デザルグの圧倒的な戦力の前にはなす術もなく、観念して自爆スイッチを押そうとした寸前、スイッチから飛び出してきた自動攻撃弾の無数の触手で全身を貫かれ、他の乗員共々無残な最期を遂げる。FX-101は初陣であったが、主砲を一度も使用することなく沈黙する。
ウッズマン
声 - 喜多川拓郎
センチュリアン第一師団長。階級は大尉。
夢叶 影弦（ゆめかのう えいげん）
声 - 銀河万丈
軍にも顔が利く政財界の実力者という点は健在だが、勝ち目のない戦争を続けるよりも降伏して技術開発分野で手を結ぶべく、秘密裏にデザルグとのコンタクトを進める。
- 『PART II』の設定資料で「夢叶玄蔵」と記されたため、一部のムックなどにもその名前で記載されているが、これは間違い。

時祭 イヴ
声 - 宮里久美
表向きは軍の手に落ち、軍の広告塔と成り果てている。しかしその裏では、7Gのオペレーターである省吾に対してメッセージを送り続けていた。最後は持てる力のすべてを用い、省吾たちを地球へ送り届ける。
- キャラクターデザインは美樹本晴彦が続投しているが、『PART II』の作風を考慮し、よりハードなイメージが強められた（予告編では『PART I』と同様のデザインである）。物語の終盤には、『PART I』では判然としなかったイヴ存在の目的が明らかになる。

### PART IIIの登場人物
エイジ・タカナカ
声 - 草尾毅
『PART III』の主人公。アーケードゲーム『ハードオン』の天才である一方、シティネットワークへの違法ハッキングも行っていたところ、Aランクのシステム言語をマスターしたその力量から、サイクルアウト直後に「SYSTEM」を管理するエリート機関「E=X」に選抜される。対ネットジャッカー部隊であるガーランド隊に編入され、シオンのハーガンを撃退するが、その後にポイント・ゼロへ向かったことから、運命が一変する。
その名字から省吾と由唯の血を引く子孫であることがうかがえ、省吾に代わる形で、新たな7Gのオペレーターとしてイヴに選ばれる。
リョオ・ナラハラ
声 - 笠原弘子
エイジと同じ日にサイクルアウトした少女。アルバイト先の「サイコランド」でエイジと知り合う。イヴのようなパフォーマーに憧れている。その一方、ハッカー集団のシオンらとも密会しており、シティネットワーク上の市民データが削除されている。
バド
声 - 佐々木望
エイジの友人で、ゲームではライバル。E=Xに敵対する民間ゲーム会社「オレンジ社」から引き抜かれ、ハーガンのパイロットとして実戦投入される。オレンジの捨て駒のような形でE=Xを襲撃するが、ヤコブの駆るオリジナル・ガーランドに敗死する。前編と後編では外見が異なる。
レスター
声 - 矢尾一樹
エイジの友人。後編には登場しない。
アキラ
声 - 岩田光央
エイジの友人。
ヤコブ・ハルム
声 - 安宅誠
E=Xの局長。E=Xのあらゆるオペレーションを一手に引き受け、シティネットワークの混乱回復を図るほどの超人的な技量を誇る。E=Xの支配者ウォン・ダイの忠実な右腕で、ウォンからの信頼も厚い。首筋にサイバープラグを装備し、サイバーリンクすることでガーランド隊を遠隔操作可能。オレンジ社のハーガン部隊を自ら駆るオリジナルガーランドで一掃し、ついにはエイジのE=Xガーランドと対決することとなる。
ミューラー・シムカ
声 - 土井美加
エイジの上司を務めるBランクオペレーターの女性。エデンシティにガーランドを投入してオレンジ社との戦闘を拡大しようとするヤコブに抗議するが、逆に射殺されてしまう。
パーソナルデータでは「MIURA SIMUKA（ミウラ・シムカ）」と表示されているが、エンディングクレジットでは「ミューラー」と表記されている。
デレクマン
声 - 阪脩
「ハードオン」を製作したオレンジ社の会長。シティネットワークとは別の「ハイパーネット」を構築し、E=Xによるエデンシティの支配体制を転覆させようと目論む。
シオン
声 - 山寺宏一
オレンジ社のメンバーで、マシンソルジャーを駆ってエイジと対決して敗れる。その後はオレンジ社とは別行動をとり、エデンシティに広がる混乱を収拾すべく活動する。オリジナル・イヴの存在をエイジに知らせ、ポイント・ゼロへ向かうように告げる。
ドミニク
声 - 林原めぐみ
クラック
声 - 久保田雅人
ウォン・ダイ
声 - 中田浩二、矢尾一樹
エデンシティを支配している謎の男。エデンシティの市民からは「ウォン・ダイ司教」と呼ばれ、メガゾーン時代の生き残りと噂されている。正体はSYSTEMに融合させられた省吾で、軍のトップとしてエデンシティを支配する存在であるが、実態としてはSYSTEMが世界を支配するための傀儡としての役割を果たすためだけに生かされており、かつて由唯と愛を語らっていた頃の面影はまったくない老人に成り果てていた。
時祭イヴ
声 - 高岡早紀
エデンシティで人気No.1のCGアイドル。本作では当初からバーチャルアイドルとして認識されており、ヘアスタイルやファッションのデザインも前2作から変更されている。画面に映る姿とは別にイヴ本人がどこかで生きているという噂があり、実際に「クリエイター」の生き残りであるオリジナルのイヴは、エデンシティ最下層のポイント・ゼロで目覚めの時を待っていた。
- 『PART II』までイヴの声を担当した宮里久美の芸能界引退により、本作では声優が変更されている。

## メカニック・その他用語
『PART I』および『PART II』公開時、巨大都市宇宙船などに関する設定は完全なものではなかった。『PART III』制作時に設定が追加され、設定資料本『B-CLUB SPECIAL MEGAZONE23』で発表されている。

### MZ23関係
メガゾーン（MZ）
巨大都市宇宙船の総称。地球管理システムによる地球再生に伴い、人類が新たな惑星に移民する目的で建造された。総数29隻が建造されたが、建造中に4隻がデザルグ側に奪われ、最後の1隻は建造を中断された（これが、後述のエデンシティの基礎となる）ため、最終的に24隻が外宇宙へ向けて旅立った。移民可能な惑星を発見できなかった場合は、出発時点から500年後に地球へ帰還するようにプログラムされている。
なお、500年間という期限付きで外宇宙と地球圏を往来するには超光速航法が必須となるはずであるが、MZがそれを実現可能かについては作中で描かれていない。
メガゾーン1（MZ01）
最初に建造されたメガゾーン。全長140キロメートル、1300万人が居住可能。内部には1950年代のニューヨークが再現されていた（通称「BIG APPLE」）。
MZ23
『PART I』『PART II』の舞台である「MZ23」はメガゾーンの23番艦を意味しており、その内部には「東京ベース」と呼ばれる第1層とバハムートが存在する第2層、そのほか複数の階層で構成され、最下層宇宙港には脱出用宇宙船が存在する。
東京ベースには、ビジョンホンが街中にあること以外は1980年代の東京が完璧に再現されており、VHS方式VTRやVHD、LDといった電化製品、自動車やバイクなども忠実に再現されている。
軍人以外の住民はバハムートによる情報操作や洗脳処理により、そこが1980年代の東京であると信じ込まされている。都外へ続く道はいずれも警察の交通部などによって封鎖されているが、住民には不自然と思われないように情報操作や洗脳処理が行われており、それらは住民が出張や旅行などで都外へ出る際や都内へ戻る際にも空港などにて行われているため、住民は地方や外国が存在すると信じて疑わない。
『PART II』の設定資料「メガゾーン断面図」によると、第1層と第2層の隔壁の厚さは40メートルくらい。第2層は高さ2000メートルの空間で重力が上下方向に働き、複数のエレベーターシャフトで天井と地上の都市をつないでいる。いずれの都市も、かつては第1層と同じく日本の都会を再現していた（立ち並ぶ中破状態のビル群には、日本語で書かれた銀行の看板などが散見される）が、500年前の激戦の際に放棄されて廃墟となり、軍の管理下に置かれている。第2層の600メートル下には第3層と呼ばれる高さ1500メートルの空間があり、複数の支柱や隔壁で外壁を支えているが、先述の激戦で外壁が破れて真空になり、重力制御装置も動いていないため、無重力状態になっている。第2層の軍中央指令ビル地下には戦闘指揮所が設置されており、第3層の前線基地（『PART II』の冒頭で登場したもの）と直結されている。軍は外壁破損部を最終防衛ラインに設定し、破損部の外側にビーム砲台を設置していたが、デザルグの自動攻撃弾の侵入を阻止できなかった。
『PART II』のファイナルプロテクションモード発動シーンでは、崩壊していく第1層の各所から支柱や隔壁が出現する様子も描かれている。また、デザルグが消滅していくカットとMZ23内が崩壊していくカットの間には、消滅していくデザルグの横に球体のような外見で浮かんでいるMZ23が確認できる。

バハムート
巨大都市宇宙船「MZ23」を統括している巨大コンピュータで、正式名称は「メガゾーン23維持システム・バハムート1021」（『PART III』による）。
高さ1000メートル近い円錐台状の構造物が第2層の上下から向き合う形式で設置されており、中央部（作中では光って表示される箇所）には隙間が存在する。EVE CPUは上部構造部（東京ベース側）に存在し、軍のバハムート解析センターは下部構造部の近くに設置されていた。
推進機関として、下部にメインスラスター5基、補助スラスター8基、外周部に6基の補助推進機関（『PART II』で崩壊していくMZ23から離脱した直後にパージされた丸いパーツ）を搭載しており、最終的には脱出用カプセルと化して地球に降下した。
- 軍がバハムートのプログラムを解析していた際に表示されていた文字列は、Z80のアセンブラである。その後、バハムート掌握時にプログラムを「マシン・ランゲージ（機械言語）」に変換していたが、こちらはBASICで記述されている。

ガーランド
シリーズ全作を通しての主役ロボット。通常バイクでの製造メーカー名が記される箇所には「BAHAMOUD」と刻印されている。『PART I』では、バハムート内のデータを基に軍が製造した機体。『PART II』では、前作のラストでの半壊状態から軍が量産型のパーツを用いて修復した機体（名称：プロトガーランド）として登場する。劇中の省吾の台詞で語られるようにベンベ (BMW) にぶつけても無傷で、パトカーを容易に横転させるなど常識外れの強度と出力を有している。
その実体はMZ軍部がメガゾーン23を実効支配・管理しているコンピューター「バハムート」から未開放の最終プロテクト「7G」を解除するため、不完全ながらも読み出したデータを基に再現した機体であり、それ自体がバハムートへのアクセス権を持つ端末となっている。当初の省吾はそのことを知らず、強奪したうえに町中で堂々と乗り回したため、軍からつけ狙われる。単純に一兵器としても、MZ軍の所有兵器よりも遥かに高性能で完成度が高く、その後も軍の兵器開発に多大な影響を与えている。
バイク型のマニューバクラフト (MC) 形態から人型のマニューバスレイヴ (MS) 形態に変形する。搭乗者の装着するヘッドコネクター（ゴーグル状のパーツ）が思考伝達装置を兼ねているため、手動操縦しながら考えるだけで複雑な動きが可能であるが、GR-IIガーランドのパーツで改修されてプロトガーランドと化してからはヘッドコネクターが不要となっている。
外装のベースカラーは真二が持ち出すまではロールアウト状態のオリーブグリーンだったが、省吾の手に渡った後は彼に依頼されたココの手で真紅に再塗装されている。こちらも、改修されてプロトガーランドと化してからは軍の手でやや渋めの赤に再塗装されている。
全長3.85m。動力源は反発動力システム。機体各所に設置されたバーニアにより、短時間なら空中戦も可能であるほか、宇宙空間での稼動も可能なバーニアを装備する。各種センサーおよびその妨害装置（センサーリダクション）も内蔵し、建物内でも遠距離の会話を傍受できるほどの高性能を誇る。武装はレーザーオーブガン（ガーランドの腕部外側にレーザーオーブガンの予備カートリッジを内蔵）。最高出力：525馬力、最大トルク：60.6キログラム、最高時速：320キロメートルを誇り、バイクとしてはモンスター級のマシンである。なお、レーザーオーブガンは『PART I』で失われたため、『PART II』では事実上の非武装状態で登場した後、GR-IIガーランドから奪取したレーザーオーブライフルを使用している。
『PART III』にも残骸として登場。プロトガーランドの機体内に残されていたチップが、ヤコブのオリジナルガーランドに追い詰められたエイジのE=Xガーランドを勝利へ導くこととなる。
- 名称は日本語の「がらんどう」のもじりとされる。機体の小ささゆえ、人間が乗り込むためには内部構造はがらんどうにせざるを得ない（空中戦を行うためのプロペラントの置き場所すら考慮されていない）という、自虐的な名称である。
- ただし、メカニックデザインとして『PART I』に参加していた宮尾岳はこの説を否定している。当初は「ガリアード」とする予定が、語感のよく似た作品が出てきたことで没になったために急遽別の名称を考え出さざるを得なくなり、「ガ」で始まり「ド」で終わる単語を考えた結果、アメリカの歌手（『虹の彼方に』の歌唱者）であるジュディ・ガーランドから取ったという。
- 講談社X文庫版の小説『メガゾーン23』では、英語表記が「Garland」であるべきところが間違って「Garand」と記載されていた。執筆した石黒昇自身も、ファンからの電話による問い合わせまで気が付かなかったという。
- 2008年にアオシマより発売されたプラモデルでは、MC形態時でのレーザーオーブガンは腕の間に挟まった形で収納されている。

GR-IIガーランド
『PART II』に登場。ガーランドのデータを軍が解析して一般兵士用に量産した機体であり、ハーガンに代わる普及機として配備されている。主武装はレーザーオーブライフルであるが、プラズマサーベルも搭載していることが劇中の台詞から示唆されている。反重力システムが採用されており、ホバー・クラフトのように地上スレスレを浮上走行（マニューバ・「クラフト」の名称の由来）するため、ガーランドのようなタイヤは装備されていない。スペックはガーランドに劣らないものの、デザルグの自動攻撃弾には敵わず、次々と倒されていく。
E=Xガーランド
『PART III』に登場。E=Xの主力機体。タイヤによる走行機能や人型時（「Gモード」）のタイヤ配置などはガーランドと同様のものへ立ち返っているが、全身のデザインは手足を中心に細身かつ怒り肩へ変更されており、武装も中長距離射撃用のハンドガン（エイジ機はバハムートで拾ったGR-IIのレーザーオーブライフルを使用）、ミサイル（両腕の外側に2発ずつ内蔵）、近距離戦闘用のダガー（両腕の内側に1本ずつ内蔵）など、強化されている。
分類上はどれもオレンジハーガン共々、「マシンソルジャー」と呼称される。また、エイジ機のほか、コストパフォーマンスを重視してデザインを簡略化して性能を落とした量産型も登場する。
- デザイン時に武装の置き場所が考慮されている（ダガーは内蔵ゆえにヤコブのオリジナルガーランドとの最終決戦まで失われず、最後の1本がエイジに逆転勝利をもたらすこととなる）点はガーランドと異なるが、背部スラスター用プロペラントの置き場所が考慮されていない点はガーランドと同様である（マニューバスレイヴの推進器が化学燃料式でなく反発動力式であれば問題ない）。

オリジナルガーランド
『PART III』に登場。1千年以上前に建造され、すべてのガーランドの基礎となった未解析の機体であり、エデンシティの奥底に隠されていた。E=Xガーランドのようなバイク型への変形機能やダガーのような近距離用武装こそ持たないものの、E=Xガーランドより大型で細身ながら黒い機体の強大な出力に合わせ、大型ライフル、肩部の多段ミサイル、腹部のビーム砲（主砲）と揃った中長距離用武装により、総合性能はE=Xガーランドやオレンジハーガンを易々と凌駕する。最終決戦ではエイジのE=Xガーランドの攻撃をものともせず半壊に追い込むが、止めのビーム砲を発射する直前に砲内へダガーを投擲され、その命中による誘爆で撃破される。
なお、「ガーランドは、元々はバハムート内に残されていた最終戦争時の兵器（非変形のロボットで、おそらくオリジナルガーランドのこと）のデータが、他の（バイク型の）兵器のデータとごちゃ混ぜになってしまったために、MZ軍によって可変機として再設計された」、「ガーランドは反重力クラフトを搭載した形態こそが真の姿」、「『PART I』のガーランドは、バハムートからデータを得た時点でまだ反重力クラフトに関する情報は取り出せていなかったために車輪駆動を採用」、「プロトガーランドも再生に当たった段階ではMS形態で手足となるGR-IIのパーツこそ用意はできたものの、反重力クラフトの解析が進んでいなかったために再び車輪駆動を採用した」「GR-IIの反重力クラフトはあくまでメガゾーンの人工重力に対して機能する物で地球上では全く浮き上がらない」などと記述した文献も存在するが、その設定がアートミックによる公式なものかは不明。
ハーガン
シリーズ全作を通じてガーランドと対を成すロボット。『PART I』では軍の主力としてガーランドへの追撃に投入されたほか、クライマックスでバハムートへ特攻してきた省吾とガーランドの迎撃にも当たった。B.D.も使用したが、特に一般機との違いは見受けられない。武装としては、格闘戦用のビームサーベル（劇中では「ライトサーベル」とも称されている）やシールドがある。
なお、『PART I』ではガーランドと違って単独での可変機構は搭載しておらず、MC形態からMS形態への変形の際は専用トラックへ入り、車体の変形と共に手足のパーツを接続させる必要がある。
スペースハーガン
ハーガンからMC形態への変形機能を排除する代わりに、装甲を強化して機体の各所にバーニアを設け、無重力戦闘に特化させたMS。巨大なプロペラントタンクにより、最大出力や稼働時間はガーランドやハーガンを大幅に上回る。『PART I』ではMZ23の外壁部分にて対デザルグ戦に投入され、『PART II』ではその改良型（名称：ゼロゼロハーガン）が投入された。名称のゼロゼロは「0気圧0重力」対応型の意。
オレンジハーガン
『PART III』に登場。オレンジ社の主力マシンソルジャー。外見は『PART I』『PART II』のものとほぼ異なっており、手も3本指になっているが、『ハードオン』の正体がハーガンの操縦者育成用シミュレータだったこともあり、操縦系統は同ゲームのままである。
フラッガ
軍の一般兵士用飛行メカで、ファイティング・クラフトと称される兵器類に属する。2枚並んだ回転翼の真ん中に申し分程度にある胴体に、兵士が中腰で乗りながら装備されている機銃を撃つ、といった機体。ハーガンの空中運用のほか、併用する形でガーランドの追撃に投入された。『PART II』にはその改良型（名称：フラッガII）が、『PART III』にはE=X用ホバーバイク（名称：E=Xフラッガ）として登場。こちらは外見が『PART I』『PART II』のものに似ており、エデンシティの一般警備に出動するその役割は、E=Xガーランド隊の前座に等しい。
ヴィルデ・ザウ
『PART II』に登場する発展型MSで、最高の戦闘力を有する宇宙/地上両用の汎用機体。変形は可能だが外装を排除する必要がある、いわゆるフルアーマー状態ゆえに可変機能は封印される。『PART II』の登場機体の中では極めて大型であり、全高はガーランドの約2倍にも達している。変形しなくてもMCのように地面を滑るように浮上走行することが可能であるほか、ガーランドにも搭載されていた思考伝達システムを用いており、反応速度も向上している。その反面、制御できるパイロットが限られてしまい、配備数はセンチュリアンの中でもエースパイロットに向けに少数が生産されたのみとなった。本編では、FX艦隊がデザルグと交戦した際にセンチュリアン第一師団長ウッズマン大尉が搭乗し、デザルグの戦闘機を数機撃墜するなど健闘した。プロトガーランド追撃時にも白鳥の乗る指揮官機として投入されており、最終的には本機がプロトガーランドを撃破した。ラストではB.D.の直属と思われる数名が、彼の駆るザーメ・ザウと共にMZ23から脱出する際に使用している。
武装は両腕部に内蔵のビームガン（肩部ユニットとの接続により、プラズマキャノンとして用いることも可能）のほか、携行武装としてプラズマライフルやプラズマサーベルを装備している。
名称はドイツ語で「野生の豚」の意。なお、「ザウ」には「猪」の意もあるが（発表当初の書籍類には「野生の猪」と記述されている）、バンダイより発行されたムック『アートミック・デザインワークス（アートミック：編）』では「豚」と記述されている。
ザーメ・ザウ
ヴィルデ・ザウをB.D.専用にカスタム化した機体。共通なのは基本設計部分のみで、各パーツの形状は大幅に変化している。
名称はドイツ語で「飼い慣らされた豚」の意。B.D.が専用機として、文字通り意のままに操れることを表している。『アートミック・デザインワークス』では「アブない名前」との旨が記述されている。なお、ヴィルデ・ザウとザーメ・ザウの名称は、どちらも第二次世界大戦時のドイツ空軍における夜間迎撃戦術の名称に由来する。

### デザルグ
まだ人類が地球に住んでいた24世紀、火星は惑星改造により辛うじて人が居住できる環境を保っていたが、あまりにも劣悪な世界のため、人々も遺伝子レベルでの改造を行っていた。それを経て火星に誕生した新人類を、地球側は「デザルグ（DEZALG）」と呼称する。当時のデザルグの総人口は19億人（火星とその衛星圏内を含む）とされる。
後にデザルグの人々は「火星解放政府」を樹立し、地球に対して宣戦布告したが（『PART III』で「最終戦争」と呼称される戦い）、地球攻撃の報復措置として地球側が惑星を内側から破壊する兵器を開発して火星に使用した結果、2年の歳月をかけて火星は崩壊し、そこに居住する多数の住民ごと太陽系から消滅した。
『PART I』『PART II』でのデザルグはMZ23と比較して50年技術で先行しているが、この格差はMZ23がバハムートの支配下でかつての技術情報に断片的にしかアクセスできなかったことと、デザルグが外宇宙で異文明に接触したためとされる。
デザルグ
MZと同じ目的で作られた巨大都市宇宙船の1つであるが、その大きさはMZ23より遥かに巨大で、全長1,000キロメートルにも達しており、月面にも影を落とすほどである。無数の球体とパイプ状の構造物が連なったミノムシのような外見をしている。MZ23に対して主に人体とバハムート未知セクション「EVE」に関する情報を欲していたように、デザルグには地球管理システムに対するアクセス手段がなく、地球防衛システムを通過できず、MZ23より先に攻撃（審判）を受けて消滅する。
プロープ
『PART I』に登場するデザルグの強行偵察機。MZ23側識別コード：TYPE-F402。
機体の大半が厚い装甲に包まれたセンサーとなっており、分類上こそ偵察機であるものの、3連エネルギーキャノンを2門装備しており、MZ23の迎撃部隊を全滅させてしまうほどの高い戦闘能力を持つ。
全ての偵察情報は頭部にあたるポッドに収集され、本体が破壊されてもポッドのみで戦線離脱することが可能であり、デザルグの船体へ情報を持ち帰ることを絶対任務としている。
シュツルムゲルツ
メガゾーンの防衛網を破って攻撃する突撃装甲機。
全長8.5m、主砲にターレット型2連エネルギーキャノンを1機、副砲に3連収束ビーム砲を2門、後部ラックに自動攻撃弾2機を装備する。その高速機動によりFX艦隊の護衛隊を翻弄して壊滅状態に追い込むなど高い性能を誇るが、MZ23側も高級機体ならば対抗は可能であるらしく、ゼロゼロハーガンやヴィルデ・ザウが数機の撃墜に成功している。
自動攻撃弾
シュツルムゲルツに搭載された対人兵器。デザルグの船体同様に有機的な異形の機体は、無重力内でも重力下でも問題なく稼働でき、後者では浮遊しながら行動する。かなりの反応速度で敵弾を回避して実体弾すら弾き返すうえ、生命体のみに反応して球体部から伸びる触手で襲いかかり、対象の外殻を貫通して搭乗員を殺傷するため、MZ23側に多大な被害を与える。対抗策としてはマニューバ・スレイブによるサーベルを用いた接近戦が有効。

### 地球管理システム
かつて地球を死滅させてしまった人類が、地球保護法をベースにA.D.A.M.管理を制定している。「地球再生システム」、「地球防衛システム」、「EVEプログラム」の3つから構成されている。
MZ01をはじめとする巨大都市宇宙船が地球へ戻ってきた時、その住民たちが地球帰還の条件（同じ過ちを二度と繰り返さないか）を満たしているかを見極めるために造られたが、本来の目的は「クリエイター」の1人であるハインケル博士の提唱した「地球再生計画」、すなわち地球の自浄作用による生態系の復活および維持を行うものであり、人類を排除するものではない。
地球防衛システム（A.D.A.M.）
月の地球防衛システム。メガゾーン建造時、月は地球の鉱石採掘基地となっていたが、その体積の40%を人工物で置き換え、月全体が1つの武器となっている。
地球および地球の半径40万キロメートル圏内に進入する物体を完全に防御・破壊する兵器であり、38万キロメートル彼方の地球再生システムを監視している。EVEプログラムから送られたデータが地球帰還の条件に満たなかった宇宙船については即座に破壊するよう、プログラムされている。作動時には月全体が赤く光る。
時祭イヴは、『PART II』では「エー・ディー・エー・エム」、『PART III』では「アダム」と呼称している。
EVEプログラム
MZ23を統括するバハムートの7番目のプログラム。EVEインタープリタとして存在しており、『PART I』ではバハムートが制圧されると同時にEVEも制圧されたと思われたが、その直前にEVE本体は自らをバハムートから切り離すことで存在し続けた。これが『PART II』で登場した「イヴの亡霊（通称：裸のイヴ）」であり、バハムートフロア7・エリア49BA（バハムート未知セクション「開かずの間」）にその本体が存在する。
「7Gのオペレーター」として選ばれた人物のライフデータを収集し、地球管理システムへ送ることを目的としている。MZ23の住民には人気アイドル・時祭イヴとして知られるが、その人格データはハインケル博士の助手にして「クリエイター」の1人であるオリジナルの時祭イヴが、基礎となっている。
地球再生システム（SYSTEM）
『PART III』でその存在が明らかにされた地球管理システムの中核であり、その本体はエデンシティ中枢部のE=Xタワー地下に存在する。エデンシティは、反重力システムを新たに導入した、MZの最後の1隻（MZ33）が、建造中断され、地球へ帰還した人類の居住都市として再利用するため、未完成のまま封印されたものであり、そこへ地球再生システムの中枢が設置されたのである。
SYSTEMはEVEから送られたライフデータを基に、地球帰還の条件を満たすかを判定していたが、MZ23についてはひどく不完全な状態だったため、人類に対する疑念が生じた。そこでMZ23の「7Gのオペレーター」として選ばれた矢作省吾を自らに取り込み、SYSTEMの操り人形であるウォン・ダイとしてエデンシティを支配させ、シティ内に張り巡らしたネットワークを通じて住民たちのライフデータを収集し、自らを拡大させ続けた。その結果、SYSTEMは地球環境の維持には人類の排除が最良と判断し、E=X局長のヤコブを通じて「プロジェクト・ヘブン（PROJECT HEAVEN）」を発動する。これはエデンシティ外周部に設置されていた反発重力推進システムを稼動し、シティをかつてのMZ同様に宇宙へ飛ばすという措置であるが、かつてのMZと違って内部の居住維持までは考慮されていないため、実質的には人類の抹殺に等しい。
イヴユニット
エデンシティの地下、ポイント・ゼロに存在するSYSTEMと直結した唯一のユニット。その中枢はMZ23と同様にプログラムと思われていたが、実際には「クリエイター」最後の生き残りである、オリジナルの時祭イヴが眠るコールドスリープカプセルと接続されている。

## メガゾーン23世界の年表
以下の記述は『PART I』『PART II』の前史に当たる。設定資料本『B-CLUB SPECIAL MEGAZONE23』から引用。
| 西暦            | 出来事 |
| --------------- | --- |
| 24世紀初頭      | 地球は環境破壊、大気汚染、生態系の崩壊、自然出産による奇形児の確率が70%に達し、人々は外出時のマスク着用を余儀なくされる。太陽系内の総人口は157億人。      |
| 2331年          | 地球連邦政府は「地球の再生のため、地球から人類を一時排除すべきである」と提唱するフェルディナント・F・ハインケル博士の提案「地球再生計画」の実行を決議。   |
| 2335年 - 2353年 | 地球防衛システム (A.D.A.M.) が建造される。 |
| 2337年          | デザルグが火星解放政府の樹立を宣言。 |
| 2345年          | MZ01が完成。人類の居住可能な惑星を求めて出発する。 |
| 2347年          | デザルグが地球連邦政府に対し、宣戦布告する。 |
| 2348年          | 地球はデザルグからミサイル攻撃を受け、34億人の人類が死亡する。                                                                                            |
| 2349年          | デザルグによりMZ建造プラントから4隻のMZ (No.13 - No.16) が強奪される（クラウディア海戦）。                                                                |
| 2353年          | 惑星破壊兵器が地球側で開発され、地球攻撃の報復措置として火星に対して使用される。                                                                          |
| 2355年          | 惑星破壊兵器により火星崩壊。A.D.A.M.の作動開始と共に地球側24隻、デザルグ4隻のMZは外宇宙へ向けて旅立つ。                                                   |
| 2356年          | 海王星軌道付近で、地球側船団とデザルグ船団との間に戦闘。双方5隻が大破し、デザルグ船団は大きくコースを外れる（MZ23側記録では「勝負は互角」とされている）。 |
| 2363年          | MZ22が先の戦闘により航行不能となる。 |
| 2489年          | デザルグ船団が外宇宙で異文明と接触する。 |
| 2855年          | MZ23（バハムート）が地球へ帰還。デザルグはA.D.A.M.の攻撃により消滅。                                                                                      |

なお、『PART III』の時代はバハムートの地球帰還から数百年後（ヤコブに対するオリジナルガーランドの説明によれば、最終戦争から1000年以上が経過）となっているが、年代は確定されていない。

## スタッフ

### PART Iのスタッフ
- 製作 - （株）あいどる、ビクター音楽産業（株）
- 制作 - アートランド、アートミック、須田英昭、小野寺脩一
- 企画 - 鈴木敏充
- 監督、原案 - 石黒昇
- プロデューサー - 三浦亨
- 脚本 - 星山博之
- オリジナルキャラクターデザイン - 平野俊弘
- スペシャルゲストデザイン - 美樹本晴彦（時祭イヴ）
- メカ・スーパーバイザー - 窪田正義
- メカニックデザイン - 柿沼秀樹、荒牧伸志、宮尾岳
- タイトルデザイン - 村上豊
- アクション監督 - 板野一郎
- 美術監督 - 中村光毅
- 音響監督 - 本田保則
- 撮影監督 - 吉坂研一
- 音楽 - 鷺巣詩郎
- 絵コンテ - 板野一郎、平野俊弘、梅津泰臣、石黒昇
- 作画監督 - 平野俊弘、板野一郎、美樹本晴彦、垣野内成美
- 作画監督補 - 古瀬登
- 原画 - 垣野内成美、結城信輝、北爪宏幸、庵野秀明、梅津泰臣、他
- 演出 - 長谷川康雄、板野一郎
- 現像 - 東京現像所
- 宣伝 - ビクター音楽産業
- タイアップ - 日本マクドナルド、六本木ハードロックカフェ
- 製作・著作 - （株）あいどる
- 発売元 - ビクター音楽産業（株）

### PART IIのスタッフ
- 製作 - （株）あいどる、ビクター音楽産業（株）
- 制作 - （株）AIC、アートランド、アートミック、須田英昭、小野寺脩一
- 企画 - 鈴木敏充
- 原案、総監修 - 石黒昇
- 構成 - 山田勝久
- プロデューサー - 三浦亨
- 脚本 - 星山博之
- オリジナルキャラクターデザイン - 梅津泰臣
- スペシャルキャラクターデザイン - 美樹本晴彦（時祭イヴ）
- メカニックデザイン - 荒牧伸志
- 美術監督 - 荒井和浩
- 音響監督 - 本田保則
- 撮影監督 - 新井隆文[注 7]
- 音楽 - 鷺巣詩郎
- 音楽プロデューサー - 永田守弘
- 絵コンテ - 板野一郎、長谷川康雄、山田勝久、清積紀文
- 総作画監督 - 梅津泰臣
- メカ作画監督 - 板野一郎
- イヴ作画監督 - 門上洋子
- 作画監督補佐 - 飯田史雄、清水義治、仲盛文、鳴雪浩一、二村秀樹、結城信輝、寺沢伸介
- 原画 - 山本天志、漆原智志、よしもときんじ、森川滋、森本晃司、うつのみやさとる、別所誠人、石田敦子、恩田尚之他
- 現像 - 東京現像所
- 宣伝 - ビクター音楽産業
- 演出 - 長谷川康雄、山田勝久
- 監督 - 板野一郎
- 配給協力 - 東急レクリエーション
- 製作・著作 - （株）あいどる
- 発売元 - ビクター音楽産業（株）

### PART IIIのスタッフ
- 製作 - 高山登
- エグゼクティブプロデューサー - 須田英昭
- 企画 - 鈴木敏充、生明俊雄
- 原案 - 石黒昇、鈴木敏充
- 監督 - 荒牧伸志、八谷賢一
- キャラクターデザイン - 北爪宏幸
- イヴデザイン - 美樹本晴彦
- ガーランドデザイン - 荒牧伸志
- プロダクションデザイン - 夢野れい
- 脚本 - 有井絵武
- ストーリーボード - 有迫俊彦、有井絵武、夢野れい、荒牧伸志、八谷賢一
- 音楽 - 浦田恵司
- プロデューサー - 三浦亨、仙田勇
- 作画監督 - 北爪宏幸、北島信幸（前編）
- 作画監督補 - 恩田尚之（前編）、北島信幸（後編）
- メカニック作画監督 - 仲盛文（前編）、大張正己（後編）
- メカニック作画監督補 - 仲盛文（後編）
- 美術監督 - 東潤一
- 撮影監督 - 小西一廣（前編）、高橋明彦（後編）
- 音響監督 - 本田保則
- アニメーションプロデューサー - 内山秀二
- 演出助手 - 青木武
- 現像 - 東京現像所
- 制作 - （株）AIC、アートミック
- 製作・著作 - ビクター音楽産業（株）

## 主題歌

### PART Iの主題歌
主題歌「背中ごしにセンチメンタル」
作詞 - 三浦徳子 / 作曲 - 芹澤廣明 / 編曲 - 鷺巣詩郎 / 歌 - 宮里久美
エンディング「淋しくて眠れない」
作詞 - 境ジョージ（鈴木敏充） / 作曲・編曲 - 鷺巣詩郎 / 歌 - タケウチユカ
挿入歌
「風のララバイ」
作詞 - 三浦徳子 / 作曲 - 芹澤廣明 / 編曲 - 鷺巣詩郎 / 歌 - 宮里久美
「TOMORROW BLUES」
作詞 - 境ジョージ（板野一郎） / 作曲・編曲 - 鷺巣詩郎 / 歌 - 宮里久美

### PART IIの主題歌
主題歌「秘密く・だ・さ・い」（挿入歌）
作詞 - 松井五郎 / 作曲 - 鈴木キサブロー / 編曲 - 鷺巣詩郎 / 歌 - 宮里久美
挿入歌「ロンリー・サンセット」
作詞 - 松井五郎 / 作曲 - 鈴木キサブロー / 編曲 - 鷺巣詩郎 / 歌 - 宮里久美
※ エンディングロールでも使用。

### PART IIIの主題歌
主題歌「パンドラの舟」
作詞 - 森雪之丞 / 作曲・編曲 - 清水信之 / 歌 - 高岡早紀
エンディング 「悲劇のアイドル」
作詞 - 森雪之丞 / 作曲・編曲 - 清水信之 / 歌 - 高岡早紀
挿入歌
「眠れぬ森の美女」
作詞 - 真名杏樹 / 作曲・編曲 - 加藤和彦 / 歌 - 高岡早紀

## 関連作品

### OVA
- 『メガゾーン23』 1985年3月9日発売
  - VHS：VTG-94、βII：VBG-94（カラー/ステレオ/80分、発売元：ビクター音楽産業）
  - VHD：ODG-1007（カラー/ステレオ/80分、1985年4月5日発売、発売元：ビクター音楽産業）
  - LD：W78L 1003（カラー/ステレオ/長時間ディスク/CLV 2面/81分、1987年2月25日発売、発売元：ポリドール）
- 『メガゾーン23 PART II 秘密く・だ・さ・い』 1986年5月30日発売
  - VHS：VTG-178、βII：VBG-178（カラー/ステレオ/80分、発売元：ビクター音楽産業）
  - VHD：ODG-1064（カラー/ステレオ/80分、1986年6月25日発売、発売元：ビクター音楽産業）
  - LD：W78L 1004（カラー/ステレオ/長時間ディスク/CLV 2面/82分、1987年2月25日発売、発売元：ポリドール）
- 『メガゾーン23 PART II 海外版』、1987年4月5日発売
  - VHS：VTG-271（カラー/ステレオ/94分、発売元：ビクター音楽産業）
  - LD：W78L 1007（カラー/ステレオ/長時間ディスク/CLV 2面/95分、発売元：ポリドール）
- 『MEGAZONE23 III イヴの目覚め』 1989年9月28日発売
  - VHS：VTG-395（カラー/ステレオ/52分、発売元：ビクター音楽産業）
  - LD：MAJ-1（カラー/ステレオ/長時間ディスク/CLV 1面/53分、1990年5月21日発売、発売元：メイジャーズ）
- 『MEGAZONE23 III 解放の日』 1989年12月22日発売
  - VHS：VTG-396（カラー/ステレオ/50分、発売元：ビクター音楽産業）
  - LD：MAJ-2（カラー/ステレオ/長時間ディスク/CLV 1面/50分、1990年5月21日発売、発売元：メイジャーズ）

### OVA-BOX
- 『MEGAZONE23 PREMIUM BOX』
  - LD-BOX：SBLL-32（カラー/ステレオ/長時間ディスク/CLV 3枚組/264分、1993年5月21日発売、発売元：taxco）
- 『メガゾーン23 DVD-BOX』
  - DVD-BOX：（カラー/ドルビーデジタル/ステレオ/片面二層/MPEG-2 3枚組/270分、2000年12月16日発売、発売元：ビクターエンタテインメント）
  - VIZF-11（初回版：特典CD封入）、VIBF-53〜55（通常版）
- 『MEGAZONE23 Blu-ray Archive BOX -30th ANNIVERSARY EDITION-』
  - BD-BOX：LXAICT-409（カラー/2.0chステレオ/リニアPCM/片面一層・二層/MPEG4-AVC 4枚組/本編266分＋特典175分、2015年11月27日発売、発売元：ラクセント）

### 劇場映画
- 『メガゾーン23』 1985年3月23日公開
- 『メガゾーン23 PART II 秘密く・だ・さ・い』 1986年4月26日公開
- 『MEGAZONE23 III』 1989年11月25日公開

### 小説
- 石黒昇著『メガゾーン23』 講談社X文庫、1985年 ISBN 4-06-190027-7
  - PART I の小説版。

### CDドラマ
- 『メガゾーン23・イメージ・ドラマ/失われたシーズン』 1986年9月5日発売、発売元：ビクター音楽産業
  - 当時大阪のOBCをキー局に放送されていたラジオ番組『アニメトピア』に石黒昇がゲスト出演した際、小説を書いてそこにPART1で退場した智美と舞を再登場させるアイディアがあることを語っている。ちなみにパーソナリティーの一人である冨永みーなは「小説だと私、出番ありませんよね？」とツッコミを入れていた。結果として小説は日の目を見なかったが、それを基にCDドラマが製作された。由唯がココの元を訪れて舞と再会、かつてロフトで暮らしていた頃の他愛のないおしゃべりを録音していたカセットテープを聴き返すという内容であった。なお、キャストはアニメと基本は同じであるが省吾は矢尾一樹が演じており、シンディも登場するなど、PART2に寄せたものとなっている。

### フィルムコミック
- 『メガゾーン23』
  - 上巻、小学館〈テレビ名作アニメ版〉、1985年 ISBN 4-09-101741-X
  - 下巻、小学館〈テレビ名作アニメ版〉、1985年 ISBN 4-09-101742-8
- 『メガゾーン23 PART II 秘密く・だ・さ・い』
  - 上巻、小学館〈テレビ名作アニメ版〉、1986年 ISBN 4-09-101743-6
  - 下巻、小学館〈テレビ名作アニメ版〉、1986年 ISBN 4-09-101744-4

### その他書籍
- 『メガゾーン23 graffiti』 秋田書店〈BEST HIT SERIES〉 1985年4月25日発行 ASIN B000J6UTAG 雑誌コード61041-16
- 『メガゾーン23 post card book』 秋田書店〈BEST HIT SERIES〉 1985年 雑誌コード61041-17
- 『B-CLUB SPECIAL アートミック・デザインワークス』 バンダイ、1987年10月15日発行 ISBN 4-89189-325-7
  - PART I、PART IIの作品紹介、企画案、初期設定稿、設定資料等が掲載されている。
- 『B-CLUB SPECIAL MEGAZONE23』 株式会社バンダイ 1990年2月25日初刷 ISBN 4-89189-476-8
- 『OFFICIAL ART OF MEGAZONE23』 ホビーショップ・ラーク〈LARK MECHANICAL MANUAL〉VOL.1
- 『OFFICIAL ART OF MEGAZONE23 PART II』 ホビーショップ・ラーク〈LARK MECHANICAL MANUAL〉VOL.2
- 日経エンタテインメント!編『メガゾーン23 マニューバ・ブック』 日経BP社 2007年 ISBN 978-4-8222-6305-8
- ジ・アニメ特別編集『メガゾーン23』（ジ・アニメ臨時増刊） 近代映画社 1985年4月25日発行 雑誌コード66587-36
- ジ・アニメ特別編集『メガゾーン23 PART II』（ジ・アニメ臨時増刊） 近代映画社 1986年7月25日発行 雑誌コード05318-7
- 『メガゾーン23』 発行：株式会社あいどる
- 『メガゾーン23 PART II』 発行：株式会社あいどる
  - 上記2冊の株式会社あいどる発行『メガゾーン23』『メガゾーン23 PART II』は副題なし。設定やキャスト、製作記録などの載ったファンブック風になっている。
- 設定資料集
  - 『MEGAZONE SPECIAL PRESENTS SETTEI』創刊0号、発行：あいどる・アートミック
  - 『SETTEI』Vol.1、発行：あいどる・アートミック
  - 『MEGAZONE23 SPECIAL PRESENT 原画集 SETTEI別冊』、発行：（株）あいどる
  - 『MEGAZONE SPECIAL PRESENTS SETTEI MEGAZONE23 PART II』、発行：IDOL・ARTMIC

### その他アプリ
『メガゾーン23』のミニゲーム（Flashゲーム）が携帯電話向けに3種提供されていた。

### ボードゲーム
『メガゾーン23』、1980年代中頃にツクダホビーよりボードウォー・シミュレーションゲームの戦闘級で発売。

## トピックス
- 本作は『BIRTH』に続くビクター音産のOVA第2弾であり[16]、売上目標は5万本と高く設定された[17]。ビクター音産の吉野和郎は「『BIRTH』が時代を先取りし過ぎていたのを反省材料とした」とし、本作を「流行にうまくマッチした」作品としている[18] [要ページ番号]。また、吉野は美樹本晴彦によって描かれた予約特典の時祭イヴ等身大ポスターが予約者を動かしたと分析している。
- 『PART III』の広告によると『PART I』は5万本、『PART II』は4.5万本の売上で「未だにOVA史上No.1」と宣伝されていた[19]。
- 『PART I』企画時の仮称タイトルは企画第1弾は『オメガシティ23』、企画第2弾は『バニティ・シティ』という題名で、二・四半期（2クール）のテレビシリーズとして企画されていた。同作品（『PART I』）の総監督・石黒昇はこの作品を当初、4作目の「超時空シリーズ」として提案したという。その後、後述のスポンサー難からこの企画はテレビシリーズとしては立ち消えになり、改めてOVAとして企画され、発売媒体の変更がなされた際に『オメガゾーン23』のタイトルに変更された[20]。「オメガ」はギリシア文字で「最後」を意味し、本作の世界観を表現していたが、商標権の関係で「オメガ」（Ω）がスイスの腕時計メーカーオメガ（現在はスウォッチ・グループに属している）の名称と衝突することで再度改称し、最終的に『メガゾーン23』として発売された[21]。なお、当時はタイトルの変更については「『無限の』といったニュアンスを作品に持たせるため」と説明されていた。また、タイトルに含まれる「23」は物語の舞台・東京23区に由来するが、『PART II』の冒頭に東京23区外も登場していることからもわかるように、作中世界においては「23番目の人工都市」を意味している。
- 柿沼秀樹によれば、『PART I』の企画はスポンサーのタカトクトイスにアートミックが企画書とイメージボードを預けたところから始まったが、その後に近しい者から「同社の経営が危ないから企画書を引き戻したほうがいい」と助言され、その通りにした直後に同社は倒産したという[21]。
- 『PART I』には、当時の日本が置かれた政治的状況が反映されている。制作当時、1980年代に中曽根康弘首相による「日本不沈空母論」「自衛隊海外派遣論」などが出て日本がソ連の侵略戦争に対抗するため、再軍国化に向かいつつあるという、危機感・認識が社会一般に広がっていた。後年、柿沼と三浦亨は「星山博之と石黒が全共闘の時代への思い入れを持っていたことが、『PART I』の内容に影響したかもしれない」との旨を明かしている[21]。
- 三浦によれば、『PART I』には石黒の「若い人にやりたいようにやらせてあげたい」という思いが反映されており、若手スタッフがより面白い出来を目指して絵コンテから変えようとした結果、最初の脚本や設定から変わったところも多いという[21]。また、柿沼によれば制作進行から「細かく描いていたら間に合いません」と言われるほどスケジュールに追われていた当時、メカの設定について銃身を回す確認を制作進行経由で細かく取ろうとしてくるアニメーターがおり、名前を聞いたら庵野秀明だったという[21]。
- SF的ガジェットを多数内包しているがゆえに表に出てこない設定や、企画やシナリオが何度も練り直される中で消えていった設定が多数存在している。『PART II』では当初デザルグから送り込まれた男性型と女性型、2体のアンドロイドが破壊活動を行ってMZを混乱させると同時に男性型はイヴのデータを、女性型はB.D.を篭絡して彼の遺伝子を回収し、デザルグへ持ち帰ろうとする展開が提案されていた。また、発売元のビクター音楽産業サイドからは同社が当時売り出していたとんねるずをモデルとした「タカ&ノリ」というキャラクターを登場させ、声も本人に演じさせるという企画も提案されていた。
- 「淋しくて眠れない」は鈴木敏充、「TOMORROW BLUES」は板野一郎が「境ジョージ」名義で作詞を行っている[14]。
- 『PART II』と『PART III』の製作間隔は少し離れているが、これは『PART I』『PART II』で本来のストーリーは完結しており、さらなる続編を作る意思が当初制作サイドに無かったためと見られている。
- 『PART II』ではビデオテープの製造工程を見直した日本ビクターのAQ方式 (Advanced Quality) が採用され、宣伝でビデオディスク並の高画質ビデオソフトとうたったことでも話題になった。
- OVA自体は本作が発売される2年前の1983年から登場しており、前年の1984年に6本のOVAが発売されている。そうした状況で、本作はビクター音産からVHSとベータマックス、VHDで発売され、ほぼ同時期に発売された『幻夢戦記レダ』とは人気を二分する形で大ヒットを記録した。1985年には計28本のOVAが発売され、OVA時代の本格的な幕開けの象徴となったのが本作である。また、OVAが続々と発売される状況に併せて本作発売の3か月後には、学研より『アニメディア』別冊として、OVA専門アニメ情報誌『アニメV』が隔月刊として創刊されている。
- 製作に名を連ねている株式会社あいどるは、『宇宙戦士バルディオス （劇場版）』の企画者である小野寺脩一が吉祥寺に開業したアニメグッズ専門店『アニメショップあいどる』を当時運営していた企業である。『BIRTH』や『ウインダリア』にも出資するとともに、小野寺は企画プロデューサーとして制作に関与した。
- 1997年にはアートミックが倒産したことにより、AICが製作の権利を承継している。企画者である株式会社あいどるが有する権利は小野寺が1998年に世田谷区で設立した株式会社えん (EN PLANNING INC.) に譲渡され、AICとえんがシリーズの権利を有することになった。しかし、2008年に小野寺が逝去したため、2014年時点で著作権はAICのみ（『PART III』はフライングドッグと共同）の単独保有となった。その後、AICの再編を経た2022年時点ではAICライツが『PART I』と『PART II』の著作権を保有している[22]。
- 『PART II』のビデオ版などにある解説書によると、『PART I』はその年のビデオ部門（実写やアニメ関係なく）の総合売上1位で、当時『24時間テレビ 「愛は地球を救う」』で人気を博した音楽ソフト『ウィ・アー・ザ・ワールド』のビデオ版に次ぐ売り上げ2位を記録した（アニメジャンルだけに特定すれば1位になる）。当時としては記録的な大ヒットであった（ただし、前年の『超時空要塞マクロス 愛・おぼえていますか』は売り上げ1位を記録し、本作の売り上げは同作よりは低い）。
- 2022年10月25日に開催された第35回東京国際映画祭のシンポジウム「アニメと東京」では、本作もその一環として取り上げられ、本作のファンでもある批評家・和光大学教授の上野俊哉に「記憶の忘却や改ざんが描かれてバーチャルアイドルも登場するなど、現在に通じるリアリティを感じさせるところは『マトリックス』よりも先駆けていたのではないか」と称賛されている[23]。また、同年10月30日には同会場にて『PART I』が上映され、柿沼と三浦がアニメ評論家の藤津亮太と共に登壇し、前述の旨を明かした[21]。

## バニティシティ・ガリヤード
此処ではTVアニメ原企画「バニティシティ・ガリヤードについて解説する。

### あらすじ
人類が火星へ降り立った事がニュースで報道されたその日、主人公・矢作竜三の運命は一転する。
偶然新型バイク・ガリヤードを入手した事で謎の勢力に命を狙われる羽目になる。その後、自分達の住んでいる世界は宇宙船の中だった事と、自分を付け狙っていたのはその自治軍だった事を知る。
そして、竜三は自治軍に抵抗する勢力と接触・協力し、伊野リセ、谷地あずみ、加納ミミ、太平と言った仲間達を守りながら真実を求める。

### 登場人物
矢作竜三　
主人公でガリヤードのオーナー＆パイロット。そのままメガゾーンの矢作省吾へ転用された。
伊野リセ
竜三の仲間その1。そのまま高仲由唯へ転用され、由来が「祈り」と言う事から、結末を左右する存在だったかも知れない。
谷地あずみ
竜三の仲間その2。そのまま村下智美へ転用された。
加納ミミ
竜三の仲間その3。そのまま夢叶舞に流用された。
太平(苗字不明)
竜三の仲間その4で唯一の男性。容姿は岡崎まさみに流用されたと同時に、出番も多かったかも知れない。
B.D
自治軍の軍人。メガゾーンと変わらない。
ココ
バイク店の店長。ガリヤード本編ではもっと深く関与したであろう。
加納影弦
ミミの父親で、自治軍のスポンサー。世界の真実を知る人物の1人で、立ち位置はメガゾーンと同一であるが、メガゾーン以上に深く描写されていたであろう。

### その他
1990年に刊行された『B-CLUB SPECIAL MEGAZONE23』には、発売予定だった玩具の変形機構の試作品の写真も載っており、スケールは1/35で、これはサンライズ製作の「装甲騎兵ボトムズ」の影響を受けており、同スケールは田宮模型のタミヤミリタリーシリーズと同尺で、ジオラマ等を作る時に戦車等とを絡める事を想定していたそうである。
また、お蔵入りした経緯も書いてあり、スポンサーを予定していた会社名も伏せられている。

## 映像メディア展開

### VHDビデオディスク・レーザーディスク
当時、ビクター音産の親会社である日本ビクターがVHDの盟主であったため、本作のビデオディスクは当初VHD(1985年4月5日に『PART I』(ODG-1007)、『PART II』1986年6月21日に(ODG-1064)、1987年4月5日に『PART II 海外版』(ODG-1125))のみの供給であった。レーザーディスク (LD) での供給についてはビデオ・VHDより遅れ、ポリドールより1987年2月25日に『PART I』(W78L1003)『PART II』(W78L1004)2タイトル同時発売。1987年4月5日に『PART II 海外版』(W78L1007)が発売された。このポリドール版はA面終了時に黒画面にフェードアウト、B面開始時に黒画面からのフェードイン処理が施されてしまっている。
1993年5月21日にマイカルハミングバード（taxcoレーベル）から発売された『プレミアムBOX』(SBLL-32)は『PART I』『PART II』『PART II 海外版』が収録された3枚組だが、ポリドール版の再発売ではなく、フェードイン/アウト処理のないオリジナルのままで収録されている。また、『PART I』の劇場版予告が2種類、『PART II』の劇場版予告編が1種類映像特典として収録されている。『PART III』のレーザーディスクはビクターエンタテインメントの子会社であるメイジャーズより1990年5月21日「イヴの目覚め」(MAJ-1)「開放の日」(MAJ-2)が2タイトル同時発売された。
なお、日本ビクターから発売されていたVHDビデオマガジンの『アニメビジョン』創刊号には、荘真由美がアニメスタジオを訪れて、梅津や板野にインタビューをする映像も収録されていた。また、非売品VHDソフト『MEGAZONE23 SPECIAL MEMORY』(S10-1001)、『MEGAZONE23 PARTII SPECIAL MEMORY』(S10-1005)が製作され、イベントなどで配布された。当時のビクター音産は親会社である日本ビクターのAV機器と密接にタイアップした宣伝をしており、本作もその一翼を担っていた。

### DVD
2000年12月16日にビクターエンタテインメントのm-serveレーベルより『PART I』から『PART III』までを収録したDVD-BOXが2001年7月31日までの期間限定生産で発売された。スタッフ・キャストのインタビューや設定が掲載された80ページに及ぶブックレットは資料価値が高い。
本編がオリジナルビデオ版ではなく劇場公開版が収録されているのも話題となった。『PART I』は劇場公開時に作画や演出のリテイクが施されており、『PART II』の劇場公開版はベッドシーンの過激さが話題となったが、ビデオ発売時に一部カットされた。VHDやLDはオリジナルビデオ版が収録されたためにこの2作の劇場公開版は長く幻の存在だったが、DVDで復活となった。ただし、『PART I』で劇場公開時に追加録音された音声がモノラルだったためか、DVDでは音声のみオリジナルビデオ版のステレオ音声を使用している。
このBOXの初回限定版には『PART I』の主題歌CDが付属していた。
2005年4月15日にはアトラスより『PART I』から『PART III』までが単品として発売された。こちらも劇場公開版が収録されている。ビクター版BOXのようなブックレットは付属していないが、『PART I』『PART II』にはプレミアムBOXに収録されていた劇場版予告編が追加されており、『PART II』の予告は最後にビデオ発売の告知テロップがあるバージョンも収録されている。
ビクター版BOXではBOX、ブックレット表紙を美樹本、インナージャケットを平野・梅津・北爪らオリジナルキャラクターデザイナーが手がけた描き下ろしイラストだったのに対し、アトラス版は既存の版権イラストを流用している。特に『PART I』のジャケットは当時のキャンペーンで募集されて入賞したファンのイラストが使用されており、版元の混乱がうかがえる。また、全作を一括購入予約すると先着順に『MEGAZONE 23 PART II INTERNATIONAL & PART I SPECIAL FILM』のDVDが特典として付属した。これはポリドール版LDやプレミアムBOXに収録されているものと同じ内容であり、PS3『青いガーランド』限定版にも同梱されている。
その他、やまとより発売された『メガゾーン23 コンプリートBOX』に『PART I』のDVDが付属しているが、こちらもこれまでと同じく劇場公開版が収録されている。ただし収録されているのは本編のみで、劇場版予告編は収録されていない。発売当時はアトラスのサイトに内容を紹介したページが開設されていたが、現在は権利切れのためか削除されている。

### BD
2015年11月27日に「メガゾーン」30周年を記念し、ラクセントからアニメ全4作品および特典映像を収録したBD-BOX『MEGAZONE23 Blu-ray Archive BOX -30th ANNIVERSARY EDITION-』が発売された。

## 動画配信
2006年1月からバンダイチャンネルにおいて有料動画配信（インターネットテレビ）が開始されている。その後も様々な有料配信サイトにて追随する形で視聴が可能。（契約の関係からか、一定期間で配信を終了する場合もある）なおPART IIIに関しては前述した著作権的な絡みからか、2024年現在においては配信されておらず、セルソフトを購入するなど物理的なメディアを入手しないと新規の視聴は難しい状況にある。

## PS3用ゲーム
『メガゾーン23 青いガーランド』は、コンパイルハートより2007年9月13日に発売されたPlayStation 3用ゲーム。
限定版と通常版の2種類があり、限定版には設定資料集と『MEGAZONE23 PART II & PART I SPECIAL FILM INTERNATIONAL』が同梱された。『PART II』以降が存在しないパラレルワールドの世界観で、『メガゾーン23』の続編にあたるラジオドラマ『メガゾーン23 ザ・エクステンド・ストーリー』の直後から物語は始まる。

### PS3用ゲームのストーリー
『メガゾーン23』から20年後（MZ23内の2006年）の東京。母・高中由唯から青いガーランドのキーを託された一人息子のヒロトは、軍からイヴを解放することを誓って行動するが、その前にレジスタンスを率いる赤いガーランドが現れる。果たして、赤いガーランドのライダーはヒロトの味方なのか。

### PS3用ゲームの登場人物
高中 ヒロト（たかなか ヒロト）
声 - 成家義哉
本作の主人公。20歳。由唯から託された青いガーランドを駆り、イヴの解放を目指す。省吾と由唯の間に生まれた一人息子であるが、自身は父の存在を知らない。
矢作 省吾（やはぎ しょうご）
声 - 久保田雅人
赤いガーランドを駆り、レジスタンスを率いて軍と戦うサングラスのライダー。
高中 由唯（たかなか ゆい）
声 - 大塚恵子
ヒロトの母。37歳。現在は反戦歌を歌うシンガーとして活躍中であるが、重傷を負ってしまい、ヒロトに青いガーランドのキーを託す。
B.D.
声 - 柴田光太郎
50歳。20年前のクーデター以来、東京を支配しており、レジスタンスとは現在も内戦状況にある。
時祭 イヴ
声 - iv
荒井 みら
声 - 田中まりか
19歳。歌手志望の少女。由唯の反戦歌をきっかけにヒロトと意気投合する。
立花 イチコ
声 - 五十嵐浩子
18歳。みらのルームメイト。メイド喫茶で働いている。
千歳 綾香
声 - 中川里江
23歳。テレビ局でADをしており、映像編集などに長けている。
中川 真美
声 - 日笠陽子
21歳。中川真二の娘。父を亡くした後はココの手で養子として育てられたため、バイクのメンテナンスもこなす。
小田 正宗
声 - 堀江一眞
20歳。パソコンオタクを生かし、ヒロトに協力する。
サリア
声 - 花井なお
22歳。軍の女性士官。白いハーガンを駆り、ヒロトと敵対することとなる。
夢叶 舞
声 - ひなたたまり
37歳。軍上層部よりヒロトをサポートする。
ココ
声 - 柴田秀勝
バイク屋を営む傍ら、ひそかに青いガーランドを完成させる。

### PS3用ゲームのメカニック
青いガーランド
20年前に軍より持ち出されたガーランドを基に設計されたマシン。機体の形状はガーランドに準じながら胸や膝など一部が異なるが、ブラックボックスであった操縦系統およびバハムート端末としての機能は、コピーすることで再現されている。
全高3.84m。全長3.77m。
ハーガン・改
旧式化したハーガンを改良した機体。
七式ハーガン
ハーガンの最新鋭機。フレームを流用しつつも、再設計が行われている。
七式改
七式ハーガンをエースパイロット用に改良した機体。
ザヴラウ・タウ

## ロボテック版
ハーモニーゴールド USA社が『超時空要塞マクロス』・『超時空騎団サザンクロス』・『機甲創世記モスピーダ』の商標を始めとする包括的なライセンスを取得し、同一世界における「3つの異なる時代と各世代」を描いた1つの物語として翻案、再編集した作品である『ロボテック』シリーズにおいては『PART I』がカール・メイセックら当時の同社の幹部スタッフにより、同シリーズの極東地域で生じた事件を描いた "外伝" として組み込まれた。
この結果として 1986年7月にアメリカ合衆国において、劇場版映画『ロボテック: ザ・ムービー』（原題英文：Robotech: The Movie）、別名『ロボテック: 語られざる物語』（原題英文：Robotech: The Untold Story）としてテキサス州で公開〔 後に南米アルゼンチン共和国にてスペイン語版の " Robotech: La Pelicula "が非公式に同国企業によりVHSビデオテープ販売 〕された。
ロボテックシリーズの設定に合わせて世界観が変更されており、メガゾーンが宇宙船であるという設定は破棄変更され、地球上の出来事とされた上で、SDF-1 マクロス の 落下した後に生じた技術革新や事件を「イブ・システム」の情報統制により封印され鎖国状態の日本自治領において、同システムにより意図的に1980年代を永続的に再現され続ける東京（名古屋、大阪、福岡ほか地上の政令指定都市や各地の地方市町村は存続）で発生した、サザンクロス軍から派遣された日本統治武官のクーデター（ 事変）を扱った物語であるとされた。
なお、同シリーズにおける日本は「地球統合政府」の統治下になく、なし崩しに存在を黙認された軍閥組織である、「サザンクロス軍」（ 英: Army of the Southern Cross　, ASC ）のさらに 参謀本部直轄「統合軍事警察」( Grobal Militaly Police ,　GMP ) の支配下におかれ執政官が派遣されており、それが「 B.D. アンドリュース」大佐とされている。
ガーランド や ハーガンも、第 1.5 世代の 「軽ベリテック・モーターサイクル」として、バハムートではなく、「イブシステム」に接続する「クライアント接続・機動端末」の頭文字を用いた" MODAT-5 " ( Mobile Operations Data Access Terminal )という記号呼称に変更され、所属も自治日本領「日本陸軍」であるなど、様々な設定が異なっている。
物語構成も、主人公が敗北した原作版の結末のさらにその先に、主人公が逆襲して勝利する新作部分が追加され、原作の『PART I』とは正反対の結末となっている。
この新作部分は『PART I』の劇場公開時にボーナス・フィルムとして上映され、1987年4月4日にビクター音楽産業（当時社名）より発売された『PART II』の海外版ビデオに特典として収録された。この『PART II』の海外版はビデオ版を英語吹替で収録したものであり、劇場公開版のベッドシーンを差し戻したものではない。
上記ロボテック版の映画の漫画化であるアカデミー・コミックス 社『ロボテック：ザ・ムービ - アントールド・ストーリー -』 (語られざる物語) では、結末が上記映画フィルムとさらに異なった展開となっており、ガーランド が、『PART I』に登場の自治軍戦闘機が可変戦闘機「プルート」（ベリテック / "VERITECH" 戦闘機）として人型のマニューバ・スレイヴ（MS)形態（マクロス世界より流用された統一呼称「バトロイド」（ "Battroid" ）形態と説明される）に変形するものとして再設計された強化型になって「B.D. アンドリュース」大佐を倒したり、その後宇宙に上がりゾル人 こと「ティロル」軍に最後の打撃を与えたりする。
『PART II』および『PART III』に関しては、ハーモニーゴールド USA 社が商標を始めとするライセンスを取得しなかったため、上記ロボテックシリーズ世界には組込まれていない。
このため、海外では『メガゾーン23』としての英語字幕または吹き替え版の『PART I』・『PART II』・『PART III』の系列と、 『PART I』を原作としてロボテックの世界観および設定に合わせて『超時空騎団サザンクロス』の映像フィルムを流用して、新作フィルムで結末を改変・再編集した翻案物であるロボテックシリーズの劇場版映画『ロボテック: ザ・ムービー』が並存するという複雑な状態となっている。

## リブートへの動き
2010年代後半に、本作をリブートして新たに制作する動きがAIC主導で行われた。しかし2020年代以降、AICがアニメ制作事業を（ほぼ）休止した事もあり、2024年現在のところ表立った進展は特に確認できない。以下は主な事例の略記。
- 2017年 - 『メガゾーン真-sin-（シン）』と題したリブートプロジェクトの制作をAICが発表。[33]。
  - 『真』はプロジェクトの総称であり、作品自体は『PART I』『PART II』のリメイク（2作づつか、単作品かどうかは未発表）と、『PART I』『PART II』『PART III』と同じ世界観で別の巨大宇宙船MZ11内のストーリー（時系列上は『PART II』の後）を描く『メガゾーン23XI（サイ）』を造るとされた。『XI』はキャラクターデザインを小美野雅彦、メインヒロインデザインを渡辺明夫がそれぞれ担当する[33]とも発表された。なお、『XI』ではクラウドファンディング（CF）を用いて要となる「プロジェクトを動かすためのパイロットフィルム（映像）」を制作し、各種グッズを返礼品として出資者へ送るという施策も実施された。
ファンド自体は成立し、出資者への返礼品も送られたが、パイロットフィルムについては完成に至っていない（2019年の記述にて詳細）。

- 2019年 - 『AnimeJapan 2019』（同年3月23日・3月24日）AICブースにてリブートプロジェクトが発表された[34]。
  - ブースに展示されたビジュアルパネルには前述した『真』の発表時と同様に『PART I』『PART II』のリメイクと「続編企画」が進行中と記述されている。2017年で記述したCF実施ページに記載されたAICからの活動報告では、リブートプロジェクト発表と同時期に、この「続編企画」は『XI』と記載され、ブースではPVもモニター上映されたが約3分程度の未完成状態にあると記載されている。また、これを最後にリブートに関する情報はAICから公開されていない。